# Paramenisporopsis undulosetulata
Paramenisporopsis undulosetulata är en svampart som beskrevs av Matsush. 2003. Paramenisporopsis undulosetulata ingår i släktet Paramenisporopsis, divisionen sporsäcksvampar och riket svampar.   Inga underarter finns listade i Catalogue of Life.